# Cuñados
Cuñados és una pel·lícula galega del 2021 dirigida per Toño López i rodada en gallec. És una comèdia protagonitzada per Xosé A. Touriñán, Miguel de Lira i Federico Pérez Rey. La pel·lícula va tenir una recaptació de 304.856,41 euros, i fou vista per 55.799 espectadors.
Es va estrenar a TVG el 16 de maig de 2022.

## Sinopsi
Per aconseguir diners ràpidament, dos cunyats segresten el cunyat d'una empresària que els va enganyar. Tanmateix, l'empresària no té cap intenció de pagar el rescat del seu familiar.

## Repartiment
- Xosé A. Touriñán com Sabonis
- Miguel de Lira com Eduardo
- Federico Pérez Rey com Modesto
- Eva Fernández com Mati
- Iolanda Muíños com Cuca
- María Vázquez com Peque
- Mela Casal com Aurelia